# 939 (číslo)
Devět set třicet devět je přirozené číslo. Římskými číslicemi se zapisuje CMXXXIX a řeckými číslicemi ϡλθ´. Následuje po čísle devět set třicet osm a předchází číslu devět set čtyřicet.

## Matematika
939 je:
- Deficientní číslo
- Složené číslo
- Poloprvočíslo
- Nešťastné číslo

## Astronomie
- (939) Isberga je planetka hlavního pásu, kterou objevil v roce 1920 Karl Wilhelm Reinmuth
- NGC 939 je eliptická galaxie v souhvězdí Eridanu

## Roky
- 939
- 939 př. n. l.